# Michael Foy
Michael James Foy (ur. 1999) – amerykański zapaśnik walczący w stylu klasycznym. 
Brązowy medalista mistrzostw panamerykańskich w 2025 roku. 